# Laser-Wolkenhöhenmesser

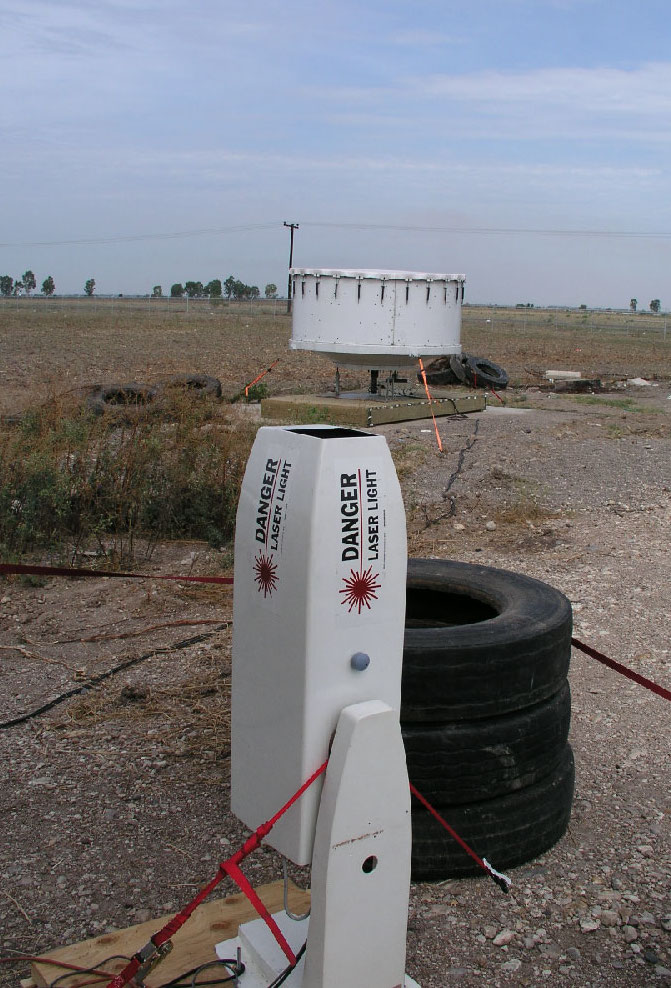
Laser-Ceilometer

Ein Laser-Wolkenhöhenmesser, auch Laser-Ceilograph ist ein Wolkenhöhenmesser, der zur Bestimmung der Wolkenuntergrenze einen Laserstrahl benutzt.

## Arbeitsweise und Leistungsfähigkeit
Laser-Ceilographen messen die Laufzeit eines vom Boden senkrecht nach oben ausgesandten Lichtpulses eines Lasers zur Wolke und zurück (Laufzeitmessung). Aus der Laufzeit und der Lichtgeschwindigkeit kann die Höhe der Wolkenuntergrenze bestimmt werden (LIDAR).
Der Messbereich in der Meteorologie eingesetzten Geräten beträgt zum Beispiel 30 m bis 15 km, die vertikale Auflösung 15 m. Einfachere Geräte für Flugplätze messen zum Beispiel bis 8 km Höhe bei einer Auflösung von 5 m. Sie bestimmen auch die vertikale Sichtweite sowie bei lockeren Wolken die Wolkendicke.
Die Geräte arbeiten je nach Maximalhöhe mit Laserdioden oder Nd:YAG-Lasern (jeweils Nahinfrarot). Die Pulsenergie liegt im Mikrojoule-Bereich, die Pulsfolgefrequenz liegt im kHz-Bereich (sie ist durch die maximale Messhöhe begrenzt). Die Spitzenleistung des einige 10 Nanosekunden langen Laserpulses beträgt einige 100 Watt. Der Laserstrahl wird aufgeweitet und dann nach oben gerichtet. Viele Geräte sind dennoch augensicher (Laserklasse 1M), weil die mittlere Ausgangsleistung gering ist und beim Blick in die große Austrittsöffnung der Geräte nur ein kleiner Teil der Laserstrahlung in das Auge gelangt.
Wetterdienste bestimmen mit weiterentwickelten Geräten Aerosol-Höhenprofile sowie Profile des Wassergehaltes und der Temperatur der Atmosphäre (Raman-Spektroskopie). Auch die Höhe einer Inversion kann damit bestimmt werden, da sich unterhalb der Inversionsgrenze mehr Schwebstoffe ansammeln als darüber.